# 벤 옥슨볼드
벤 옥슨볼드(Ben Oxenbould, 1969년 3월 2일 ~ )는 오스트레일리아의 희극인, 배우이다.
애들레이드에서 태어났다.

## 영화
- Fatty Finn (1980)
- 크로싱 (1990, The Crossing)
- 현상수배 (1997, Wanted) - 조 역
- 블랙 워터 (2007)
- 시티 온 파이어 (2008, Scorched)